# Episodi di Hai paura del buio? (ottava stagione)
L'ottava stagione della serie televisiva Hai paura del buio? è composta da 3 episodi, andati in onda negli Stati Uniti dall'11 ottobre al 25 ottobre 2019 su Nickelodeon.
In Italia la stagione viene trasmessa su Super! dal 16 al 30 ottobre 2020.
| nº | Titolo originale       | Titolo italiano       | Prima TV originale | Prima TV Italia |
| -- | ---------------------- | --------------------- | ------------------ | --------------- |
| 1  | Submitted for Approval | Il club di mezzanotte | 11 ottobre 2019    | 16 ottobre 2020 |
| 2  | Opening Night          | La serata d'apertura  | 18 ottobre 2019    | 23 ottobre 2020 |
| 3  | Destroy All Tophats    | L'atto finale         | 25 ottobre 2019    | 30 ottobre 2020 |

## Il club di mezzanotte
- Titolo originale: Submitted for Approval
- Diretto da: Dean Israelite
- Scritto da: BenDavid Grabinski

### Trama
Come nuova ragazza della scuola, Rachel si sente fuori posto fino a quando The Midnight Society la invita a unirsi al gruppo. Tutto quello che deve fare è raccontare una storia terrificante.
- Ascolti USA: 0,75 milioni[1]

## La serata d'apertura
- Titolo originale: Opening Night
- Diretto da: Dean Israelite
- Scritto da: BenDavid Grabinski

### Trama
Dopo una scomparsa collegata alla storia di Rachel, la Midnight Society decide di andare al Carnival of Doom.
- Ascolti USA: 0,82 milioni[2]

## L'atto finale
- Titolo originale: Destroy All Tophats
- Diretto da: Dean Israelite
- Scritto da: BenDavid Grabinski

### Trama
Rachel decide di prendere il comando e porre fine al regno dell'orrore di Mr. Tophat.
- Ascolti USA: 0,69 milioni[3]